# Spilosoma sagittifera
Spilosoma sagittifera är en fjärilsart som beskrevs av Moore 1888. Spilosoma sagittifera ingår i släktet Spilosoma och familjen björnspinnare. Inga underarter finns listade i Catalogue of Life.